# Occidozyga baluensis
Espèce
Synonymes
- Oreobatrachus baluensis Boulenger, 1896
- Phrynoglossus baluensis (Boulenger, 1896)

Statut de conservation UICN

 LC  : Préoccupation mineure
Occidozyga baluensis est une espèce d'amphibiens de la famille des Dicroglossidae.

## Répartition
Cette espèce se rencontre :
- dans le Nord-Ouest de Bornéo au Brunei, au Kalimantan en Indonésie et au Sarawak en Malaisie, entre 65 et 1 200 m d'altitude ;
- sur l'île de Sumatra en Indonésie, dans la province de Lampung.

## Étymologie
Son nom d'espèce, composé de balu et du suffixe latin -ensis, « qui vit dans, qui habite », lui a été donné en référence au lieu de sa découverte, le mont Kinabalu, parfois orthographié Kina Balu.

## Publication originale
- Boulenger, 1896 : Descriptions of new batrachians in the British Museum. Annals and Magazine of Natural History, sér. 6, vol. 17, p. 401-406 (texte intégral).